# Aloe amanensis
Aloe amanensis é uma espécie de liliopsida do gênero Aloe, pertencente à família Asphodelaceae.